# 華僑救國聯合總會
華僑救國聯合總會，又稱為「中華僑聯總會」，簡稱僑聯總會，是中華民國主要的華僑團體。

## 歷史
中華民國政府遷往台灣後，為集合全球華僑力量支持政府，在總統蔣中正指示下，僑務委員會委員長鄭彥棻於1952年10月21日在臺北主持召開「第一次全球僑務會議」（該日後來被定為華僑節），會議決定成立全球性華僑救國聯合組織；會議閉幕後，於10月30日正式成立華僑救國聯合總會。
該機構成立目的為聯繫海內外僑團、僑領、僑胞，以促進海外僑社之興盛，並結合全球華僑力量以維護中華民國的生存與發展。在以往中國國民黨長期執政時期，僑聯總會採秘書長制，雖是民間團體，但與政府關係密切，其組織與活動處於僑務委員會直接領導之下，缺乏獨立性。2000年政黨輪替之後，此種緊密關係宣告結束，時任僑聯總會祕書長吳振波依人團法規定修訂章程，完成法制化程序，僑聯總會走上獨立發展道路。
2004年7月，僑聯總會在內政部正式登記為社團法人（英文名稱為Federation of Overseas Chinese Associations，縮寫FOCA），由祕書長吳振波兼任首任理事長。2005年8月，僑聯總會首次組團參訪中國大陸，受到大陸中华全国归国华侨联合会歡迎，係海峽兩岸華僑團體首次正式交流。
該會成立迄今，主要工作內容包括：出版「僑訊」宣傳僑務工作內容、舉辦僑生歌唱比賽、頒贈僑生獎學金、辦理華僑節慶祝活動、出版「傑出海外華人名人錄」並持續關注僑教問題及僑生在臺就學等問題。

## 歷任理事長
1. 吳振波（2004-2007）
2. 簡漢生（2008-2016）
3. 鄭致毅（2016-2024）
4. 童惠珍（2024-現在）

## 組織
僑聯總會以會員大會為最高權力機關，置理事27人，監事9人，由會員選舉產生，理事互選9人為常務理事，並由理事就常務理事中選出一人為理事長；監事互選3人為常務監事，常務監事互推一人為監事召集人。理事長、理監事均為無給職，任期四年。連選得連任。理事長之連任以一次為限。
為推動會務，僑聯總會置秘書長1人，副秘書長及工作同仁若干人，由理事長遴定，提請理事會通過後任命之。為因應海外工作需要，設海外理事會，在全世界重要僑區設有辦事處。

## 外部連結
- 華僑救國聯合總會 （页面存档备份，存于）
- 華僑救國聯合總會簡介 （页面存档备份，存于）